# Mwele
Le mwele est une langue bantoue mineure du Gabon.